# Canal de Salsipuedes
El canal de Salsipuedes o canal Salsipuedes es un estrecho marino situado en aguas del golfo de California, entre la península de Baja California y la isla San Lorenzo (que tiene unos 17 km de largo). Tiene una anchura mínima de 15 km y alrededor de 35 km de longitud. Recibe su nombre debido por sus corrientes, que debido a la geografía de la contigua bahía San Rafael, forman una especie de remolino que dificulta la navegación, especialmente cuando el viento deja de soplar. Hacia el norte, el canal continua por el canal de las Ballenas, entre la isla Ángel de la Guarda y la península.
También recibe el nombre de Salsipuedes una pequeña isla de escasos 2 km de largo y 1 de ancho, que forma parte del límite del canal, unos 9 km al extremo noroeste de la isla San Lorenzo. El nombre de esta isla en la lengua seri es Tatcö Cmasol It Iihom, «donde están las sardineras amarillas».